# Aspidistra fungilliformis
Aspidistra fungilliformis es una especie de planta rizomatosa perteneciente a la familia de las asparagáceas. Es nativa de China.

## Descripción
Tiene rizomas subcilíndricos, de 3 - 5 mm de espesor. Las hojas son solitarias, separadas entre sí; con pecíolo de 5-17 cm, más bien delgado; la lámina de la hoja generalmente amarillenta manchada de blanco, ovado-elípticas a elíptico-lanceoladas, de 8,5 a 14 x 2,8 a 6,5 cm. Escapo de 1 a 4 cm, brácteas de 4-6, blancas, manchadas de púrpura. La flor es solitaria. Perianto campanulado, con tubo de color púrpura-negro el haz, el envés púrpura.

## Distribución y hábitat
Se encuentra en los bosques en las quebradas de piedra caliza, a una altitud de 300 - 400 metros, en Guangxi.

## Taxonomía
Aspidistra fungilliformis fue descrita por Y.Wan y publicado en Bulletin of Botanical Research 4(4): 165–166, f. 1, 1–5, en el año 1984.
Citología
El número de cromosomas es de: 2 n = 36. 